# Nilfebersmygga
Nilfebersmygga, Culex modestus är en tvåvingeart som beskrevs av Ficalbi 1889. Culex modestus ingår i släktet Culex och familjen stickmyggor.  Inga underarter finns listade i Catalogue of Life.
Det svenska namnet har myggan fått på grund av att den ofta spelar en nyckelroll vid utbrott av sjukdomen West Nile Fever, som orsakas av ett virus med samma namn (West Nile-virus). Sjukdomen West Nile Fever finns inte i Sverige.
Nilfebersmyggan upptäcktes för första gången i Sverige i juni 2016. Det var myggforskaren Anders Lindström vid Statens veterinärmedicinska anstalt, SVA, som själv fångade ett exemplar i en trädgård i Simrishamn. I och med fyndet har Sverige nu femtio arter stickmyggor.